# RQ-21 (航空機)
RQ-21 ブラックジャック
- 用途：偵察機
- 設計者：ボーイング・インシツ（英語版）
- 製造者：ボーイング・インシツ
- 運用者： アメリカ合衆国（海軍/海兵隊）
- 初飛行：2012年1月22日[1]
- 運用開始：2012－2013年
- 運用状況：導入中

RQ-21は、アメリカ合衆国のボーイング・インシツ社が開発した無人航空機（UAV）。愛称はブラックジャック（Black Jack）。
インシツ社の商標はインテグレーター（Integrator、積分器の意）である。 

## 開発
2007年にアメリカ海軍の小型戦術無人航空システム（STUAS）計画に応募し、2010年に採用された。2016年1月に初期作戦能力を獲得したが、その前に2014年4月から9月にかけてアメリカ海兵隊に配備された機体がアフガニスタンに展開し試験運用されている。

## 構造
インシツの先行するUAVであるスキャンイーグルの拡大発展型で、圧縮空気を用いたカタパルトにより発進し、スカイフックにより回収するという運用法も同様である。システム構成は、UAV×5、地上管制ステーション×2、カタパルト×1、スカイフック×1となっている。
機体はスキャンイーグルよりも一回り大きいサイズとなっている。水平尾翼を持たないスキャンイーグルに対し、2枚の垂直尾翼を結ぶ形で水平尾翼が設けられ、主翼の後退角は小さなものになっている。モジュラー化されているため、回収時に翼が損傷しても一部の交換により、再使用が可能となっている。エンジンは、通常のジェット燃料に加えて艦船の燃料と共通性を持たせるべく重油の使用も可能なものも用意されている。
ハードポイント、機首、胴体、両翼のベイに合計17kgのセンサーなどを搭載可能となっている。通常、機首にはセンサーを、両翼にはデータリンクを搭載。センサーは昼夜両用で、合成開口レーダーの搭載も可能。

## 採用国
アメリカ合衆国
2012年度は海軍が20機（4システム）、海兵隊が128機（32システム）を発注。海兵隊ではRQ-7B シャドー200を更新する。
 ブルネイ
ブルネイ王国空軍が導入。
 カナダ
5機（1システム）を発注。
 オランダ
2014年度に25機（5システム）を発注。
日本でも、護衛艦に搭載するUAVの候補として名前が報じられたことがあるが、具体的な動きには至っていないようである。

## 要目
出典: Integrator™。
諸元
- 乗員: 0
- 全長: 2.2m （7.2フィート）
- 全高:
- 翼幅: 4.8m（16フィート）
- 空虚重量: 34kg （80ポンド）
- 有効搭載量: 17kg （37ポンド）

性能
- 巡航速度: 28.3m/s （55ノット）
- 実用上昇限度: 4,573m （15,000フィート）
- *滞空時間：24時間